# Jo Se-ho
Jo Se-ho (em coreano: 조세호; Hanja: 曺 世 鎬, nascido em 9 de agosto de 1982, é um comediante sul-coreano.

## Controvérsia
No dia 6 de junho de 2016, Jo Se-ho foi criticado por seu comportamento rude com o Jungkook do BTS e o ator Kim Min Suk no primeiro episódio de "Flower Crew" que foi ao ar pelo VApp. Durante a gravação, Jo Se-ho falou coisas sem pensar e extremamente rudes para o JungKook e Kim Min Suk.
Quando o JungKook comprou hambúrgueres para os membros do 'Flower Crew', ao invés de agradecer, Jo Se-ho reclamou: "Eles parecem sobras." Jo Se-ho, então, devolveu os hambúrgueres para o JungKook enquanto repetia, "Esqueça isso, esqueça," deixando o idol sem palavras. O comportamento rude de Jo Se-ho não terminou com suas palavras insensíveis para o JungKook. Ele também foi grosso com o Kim Min Suk, falando de forma agressiva, "Você vai encher sua cara?" quando o ator começou a comer o hambúrguer.
Os internautas se sentiram ofendidos com o comportamento de Jo Se-ho, e ele foi bastante criticado por tal ato
No segundo episódio de Flower Crew, Se-ho pediu desculpas pelo seu mal comportamento.

## Discografia

### Singles
- 2007: Trun It Up (1집 Turn It On!!!) [10]
- 2013: Guest House Project No. 1312 (게스트하우스 프로젝트 1312호) with Nam Chang-hee [11]
- 2019: Where are You Now (거기 지금 어디야) with Nam Chang-hee, Prod. Rocoberry [12]
- 2019: Doesn't Matter Where We Live (좋은 집이 무슨 상관이에요) with Nam Chang-hee [13]
- 2020: What's Wrong (바보야 왜그래) with Nam Chang-hee [14]
- 2021: Winter of Dreams (한 겨울날의 꿈) with Nam Chang-hee and U Sung-eun [15]

## Filmografia

### Vídeos musicais
| Ano  | Título                                           | Artistas |
| ---- | ------------------------------------------------ | -------- |
| 2004 | Sorry My Friend (미안하다 친구야)                | Old Boy  |
| 2004 | Women with Beautiful Mind (가슴이 예뻐야 여자다) | Chunja   |
| 2016 | Apple Pie                                        | Fiestar  |
| 2017 | Hot Sugar (뜨거운 여름)                          | Turbo    |

### Séries de TV
| Ano  | Título                | Função    | Notas |
| ---- | --------------------- | --------- | ----- |
| 2013 | My Love from the Star | Cheol-soo |       |

### Show de variedades
| Ano             | Título                            | Rede        | Função           | Notas |
| --------------- | --------------------------------- | ----------- | ---------------- | --- |
| 2014–2015       | Roommate                          | SBS         | Membro do elenco | com Park Chan-yeol, Shin Sung Woo, Park Min-Woo, Hong Soo Hyun, Nana, Park Bom, Song Ga Yeon, Lee Dong-wook e Lee So Ra |
| 2014–2020       | Happy Together (S 3, 4)           | KBS2        | Apresentador     | Episódio 358 – presente                                                                                                 |
| 2015            | Shin Dong-yeop and Bachelor Party | MBC Every1  | Ele mesmo        | |
| 2016            | We Got Married                    | MBC         | Membro do elenco | Emparelhado com Cao Lu de Fiestar (episódios 311-314, 316-340)                                                          |
| 2016            | Battle Trip                       | KBS2        | Contestant       | com Lee Hwi-jae e Nam Chang-hee (episódios 17-18)                                                                       |
| 2016–2017       | Flower Crew                       | SBS         | Membro do elenco | com Jungkook do BTS, Kim Min Suk, Eun Ji-won e Lee Jaijin do Sechs Kies                                                 |
| 2017            | Law of the Jungle in Sumatra      | SBS         | Membro do elenco | Episódios 256-261 |
| 2017            | Living Together in Empty Room     | MBC         | Membro do elenco | com Yoni P, Steve J e P. O do Block B (episódios 4 a 8) com Sandara Park e P. O do Block B(episódios 12-18, 20)         |
| 2017            | Battle Trip                       | KBS2        | Contestant       | com Nam Chang-hee (episódios 68-69)                                                                                     |
| 2018            | Infinite Challenge                | MBC         | Membro do elenco | Episódios 552-563 |
| 2018            | Where on Earth??                  | KBS2        | Membro do elenco | Episódio 1 - 12 |
| 2018–2019       | Chart & Go                        | JTBC        | Apresentador     | Episódio 1 - 15 |
| 2018 - presente | You Quiz on the Block             | tvN         | Membro do elenco | Episódio 1 - presente                                                                                                   |
| 2019            | Weekly Idol                       | MBC Every 1 | Apresentador     | Episódio 388-446 |
| 2019            | Don Quixote                       | tvN         | Membro do elenco | Episódio 1 - 8 |
| 2019—2020       | Sister's Salon                    | MBC         | Membro do elenco | Episódio 1 - 16 |
| 2020            | On & Off S1                       | tvN         | Membro do elenco | Episódio 1 - 31 |
| 2021 - presente | It's Party Time                   | tvN         | Membro do elenco | Episódio 1 - presente                                                                                                   |

## Prêmios
| Ano  | Prêmio                   | Categoria                        | Trabalho nomeado                 | Resultado | Ref.   |
| ---- | ------------------------ | -------------------------------- | -------------------------------- | --------- | ------ |
| 2014 | SBS Entertainment Awards | New Star Award                   |                                  | Venceu    | [ 23 ] |
| 2016 | SBS Entertainment Awards | Best Friend Award                | Flower Crew                      | Venceu    | [ 24 ] |
| 2016 | SBS Entertainment Awards | Variety Show Scene Stealer Award | Flower Crew                      | Venceu    | [ 24 ] |
| 2016 | MBC Entertainment Awards | Popularity Award                 | We Got Married Season 4          | Venceu    | [ 25 ] |
| 2018 | KBS Entertainment Awards | Excellence Award (Talk/Show)     | Happy Together Season 4          | Venceu    | [ 26 ] |
| 2019 | MBC Entertainment Awards | Excellence Award (Music/Talk)    | Hangout with Yoo, Sister's Salon | Venceu    | [ 27 ] |